# Pier Luigi Farnese af Parma
Pier Luigi Farnese (19. november 1503 – 10. september 1547) var den første hertug af det lille hertugdømme Parma i Norditalien fra 1545 til 1547. 

## Biografi

### Ungdom
Pier Luigi tilhørte slægten Farnese og blev født den 19. november 1503 i Rom som en uægte søn af kardinal Alessandro Farnese (den senere Pave Paul 3.). Moderen var sandsynligvis Silvia Ruffini, en romersk adelskvinde, der også fødte Alessandro Farneses tre øvrige børn, Constanza, Paul og Ranuccio. Som toårig blev han og hans bror Paul legitimeret af Pave Julius 2. Han fik en berømt humanist, Baldassarre Malosso di Casalmaggiore, kaldet Tranquillus, som tutor og udviklede tidligt en interesse for krig og fæstningsvidenskab.

### Ægteskab
Alessandro Farnese var ivrig efter at gøre Pier Luigi til familieoverhoved for slægten Farnese og arrangerede derfor et fordelagtigt ægteskab for sønnen med Gerolama Orsini, datter af Grev Lodovico af Pitigliano. Ægteskabskontrakten blev udfærdiget i 1513, og brylluppet blev afholdt i 1519. Ægteskabet var kærlighedsløst, men på trods heraf forblev Gerolama en trofast hustru, der med værdighed tolererede Pier Luigis udskejelser, brutalitet og ekstravagance. Det følgende år fødte Gerolama deres første søn Alessandro Farnese.

### Militær karriere
Pier Luigi Farnese tilbragte sin ungdom som lejesoldat. I 1520, da han var sytten år gammel, var han og hans bror Ranuccio allerede gået i tjeneste som lejesoldater for Republikken Venedig. Han tjente under Kejser Karl 5. indtil 1527 og deltog som sådan i Plyndringen af Rom i 1527 på kejserens side og udfordrede dermed Farnese-slægtens traditionelle loyalitet overfor pavemagten.

### Kirkens Generalkaptajn
Da faderen var blevet pave som pave Paul 3. i 1534, udnævnte han Pier Luigis søn Alessandro Farnese til kardinal. I 1537 udnævnte pave Paul 3. sønnen til Kirkens Generalkaptajn, øverstkommanderende for pavens hær. Senere udnævnte han ham til hertug af Castro. I 1538 konsoliderede Pier Luigi venskabet mellem Slægten Farnese og kejserfamilien yderligere, da hans næstældste søn Ottavio Farnese blev gift med Kejser Karl 5.'s uægte datter, Margrete af Parma. I 1543 blev Pier Luigis yngste søn Orazio Farnese sendt til Frankrig, hvor han blev gift med Diane de France, en uægte datter af kong Henrik 2. Endelig blev Pier Luigis tredje søn Ranuccio Farnese udnævnt til kardinal i 1545.

### Hertug af Parma
I 1545 udnævnte Pave Paul 3. sin søn til hertug af Parma. Pier Luigi tog sit nye hertugdømme i besiddelse den 23. september 1546. Allerede i 1547 blev den upopulære hertug dog myrdet som følge af en konspiration. Hans søn Ottavio Farnese overtog først regeringen i hertugdømmet i 1551.